# Dark Moor
I Dark Moor sono un gruppo musicale symphonic power metal provenienti dalla Spagna. La band si è formata a Madrid nel 1993 dai chitarristi Enrik Garcia e Javier Rubio.Il nome della band è legato a quello dello scrittore Michael Moorcock al cui personaggio principale, Elric di Melniboné, i Dark Moor hanno dedicato uno dei loro primi successi: The fall of Melnibone.

## Storia del gruppo
Nel 1999 il chitarrista-fondatore Javier Rubio abbandona la band,mentre l'altro chitarrista-fondatore Enrik Garcia ingaggia la cantante Elisa C. Martín,il chitarrista Albert Maroto,il batterista Jorge Saez, il bassista Anan Kaddouri, ed il tastierista Roberto Peña.Dopo aver firmato il contratto con la Arise Records la band registra il primo album Shadowland.
Nel 2000 i Dark Moor conoscono il produttore Italiano Luigi Stefanini che finanzierà tutti gli album avvalendosi dei "New Sin Studios" di Loria (TV). La band pubblica così altri due album: Nel 2000 The hall of the olden dream,e nel 2002 The gates of oblivion, dischi che ricevono ottimi giudizi da critica e fans.Intanto il tastierista Roberto Peña lascia la band.
Nel 2003 escono dalla band per divergenze musicali la cantante Elisa C. Martín, il chitarrista Albert Maroto, ed il batterista Jorge Saez,una volta usciti dai Dark Moor formeranno la band "Dreamaker". Gli altri due membri rimasti nei Dark Moor,García e Kaddouri,continuano ed ingaggiano nuovi musicisti:Il cantante Alfred Romero,Josè Garrido alla chitarra, ed Andy C. alla batteria.Coi nuovi arrivati i Dark Moor registrano il quarto album Dark Moor.
Nel 2004 il bassista Kaddouri ed il chitarrista Garrido lasciano la band,e mentre la band è in tour entra il bassista Dani Fernandez.Col nuovo bassista il gruppo registra il quinto album Beyond the sea,uscito nel 2005.
Nel 2006 il batterista Andy C. lascia la band, e nel mese di novembre il batterista Roberto Cappa si unisce alla band partecipando alla registrazione del sesto album Tarot uscito nel febbraio 2007. Dopo l'uscita del disco segue un tour mondiale nei paesi di America Latina ed in Francia.
Il 21 giugno 2009 viene annunciata la partecipazione al nuovo album del soprano Itea Benedicto,cantante del gruppo symphonic metal "Niobeth". Il 16 novembre il gruppo svela ai fan i titoli delle tracce del settimo album Autumnal,il cui lancio sul mercato è previsto per gennaio 2009.Dal 17 dicembre i fan possono ascoltare in streaming il nuovo singolo 'On the hill of dreams' sul MySpace ufficiale della band.Il 29 dicembre 2009 il bassista Dani Fernández lascia la band per dedicarsi agli "Inntrance",il giorno dopo i Dark Moor presentano Mario Garcìa come nuovo bassista del gruppo.
Nel 2010 viene pubblicato l'album Ancestral Romance e nel 2013 il nono album Ars Musica,due album definiti dalla critica completi, eleganti,uniformi e compatti, l'espressione massima finora della band. In generale la critica ha comunque giudicato tutti i dischi dei Dark Moor più o meno meritevoli.
Nel 2015 il bassista Mario Garcia lascia la band e viene sostituito da Dani Fernandez, che rientra nella band.Il 6 novembre esce il decimo album Project X, un disco assai discusso poiché vede il totale abbandono delle sonorità neoclassiche-sinfoniche a favore di un rock melodico in stile Queen.
Nel 2017 i Dark Moor festeggiano il 20º anniversario della band,per l'occasione tutti i musicisti che hanno fatto parte della band si sono riuniti per suonare insieme.
Nel 2018 esce l'undicesimo album Origins,disco che (come Project X) taglia in maniera netta e decisa con lo stile sonoro del passato facendo sollevare diverse critiche tra i propri fans storici.
Nel 2021 esce il Dvd "Live in Madrid",inoltre viene annunciato il nuovo batterista Carlos Delgado che prende il posto di Roberto Cappa.
Il 9 marzo 2023 viene pubblicato il video del singolo Héroe del Mar,una canzone cantata interamente in spagnolo.

## Formazione

### Formazione attuale
- Enrik Garcìa - Chitarra (1993-oggi)
- Alfred Romero - Voce (2003-oggi)
- Dani Fernandez - Basso (2004-2009,2015-oggi)
- Carlos Delgado - Batteria (2021-oggi)

### Ex componenti
- Javier Rubio - Chitarra (1993-1999)
- Roberto Peña - Tastiere (1999-2002)
- Elisa C. Martín - Voce (1999-2003)
- Albert Maroto - Chitarra (1999-2003)
- Jorge Saez - Batteria (1999-2003)
- Anan Kaddouri -  Basso (1999-2004)
- José Garrido - Chitarra (2003-2004)
- Andy C. - Batteria (2003-2006)
- Mario García - Basso (2009-2015)
- Roberto Cappa - Batteria (2009-2021)

### Discografia
- 1999 - Shadowland
- 2000 - The Hall of the Olden Dreams
- 2002 - The Gates of Oblivion
- 2003 - Dark Moor
- 2005 - Beyond the Sea
- 2007 - Tarot
- 2009 - Autumnal
- 2010 - Ancestral Romance
- 2013 - Ars Musica
- 2015 - Project X
- 2018 - Origins

### Album dal vivo
- 2021 - Live in Madrid

## Singles/Videografía
- The Fall of Melnibone (2001)
- From Hell (2003)
- Before The Duel (2005)
- The Chariot (2007)
- Wheel Of Fortune (2007)
- On The Hill Of Dreams (2009)
- Love From The Stone (2010)
- The Road Again (2013)